# ۲۵۵ خیابان لیبرتی
۲۵۵ خیابان لیبرتی، (به انگلیسی: 225 Liberty Street) آسمان‌خراش ۴۴ طبقه به ارتفاع ۱۹۷ متر، با کاربری اداری-تجاری است، که در منهتن، نیویورک، ایالات متحده آمریکا مستقر می‌باشد. پروژه ساخت این ساختمان در سال ۱۹۸۴ آغاز شد و در سال ۱۹۸۷ تکمیل و افتتاح گردید. دفاتر اداری شرکت‌ها و بانک‌هایی مانند: کومرتس‌بانک، دیلویت، مریل لینچ و نامورا در این ساختمان قرار دارند.